# Weeting Castle
Weeting Castle är ett slott i Storbritannien.   Det ligger i grevskapet Norfolk och riksdelen England, i den sydöstra delen av landet, 120 km norr om huvudstaden London. Weeting Castle ligger 10 meter över havet.
Terrängen runt Weeting Castle är platt. Runt Weeting Castle är det ganska tätbefolkat, med 144 invånare per kvadratkilometer. Närmaste större samhälle är Brandon, 2,6 km söder om Weeting Castle. I omgivningarna runt Weeting Castle växer i huvudsak blandskog.